# Bordeaux (couleur)
Pour les articles homonymes, voir Bordeaux (homonymie) et Bourgogne.

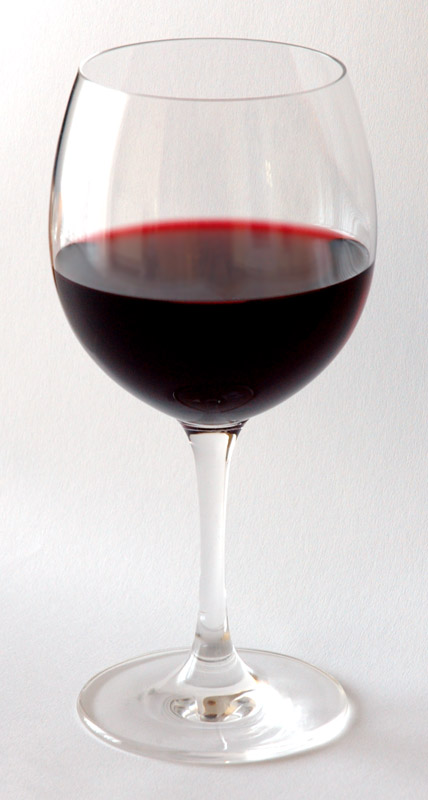
Le vin rouge est à l'origine du nom de couleur bordeaux.

Le bordeaux, également appelé bourgogne au Québec, est un champ chromatique qui regroupe des teintes rouge sombre. C'est à l'origine, à la fin du XIXe siècle, le nom commercial d'un colorant de synthèse, donnant un rouge violacé, adopté en référence à la teinte des vins rouges du Bordelais. Le champ des nuances désignées par le terme bordeaux déborde cependant largement de celui des couleurs des vins.

## Historique
Le terme bordeaux, au sens de couleur, n'est attesté que depuis 1884. Les premières occurrences décrivent les couleurs obtenues avec les colorants ou pigments azoïques (naphtol), récemment inventés ; il semble que Bordeaux ait été le nom commercial d'un de ces colorants, « dont la nuance tire sur le violet », breveté en 1878 par la maison Meister, Lucius et Brüning. C'est aussi la définition donnée par l'Oxford English Dictionary.
Quelques années auparavant, on était plus explicite : « —Mais enfin, s'écria le directeur, expliquez-moi au moins ce que c'est que votre velours-cardinal ? — C'est du velours rouge, du velours couleur de vin de Bordeaux ». Cette association au mot « velours » n'est sans doute pas le fruit du hasard. Au XIXe siècle, Chevreul situe les couleurs les unes par rapport aux autres et aux raies de Fraunhofer. Passe-velours est une couleur de teinture de l’ancienne Instruction générale pour la teinture des laines de 1671. Elle se fait par mélange de rouge de garance et de bleu. Chevreul l'évalue à 5 violet 13 ton. Le 5 violet est contigu au violet-rouge.
La période de création du nom de couleur bordeaux est celle de l'essor de la chimie des colorants. Les nouveaux rouges et violets bien plus soutenus que ce que les teintures naturelles permettaient ont connu un succès commercial immédiat. « L'essayiste américain Thomas Beer a donné jadis à la décade 1890-1900 le nom de décade mauve ». Les teinturiers britanniques vendirent ces nouvelles couleurs sous des noms commerciaux français, exotiques et « chics » pour leurs clients ; il en résulte que les noms de couleur des gammes entre le violet et le pourpre désignent fréquemment des nuances différentes en anglais et en français. La couleur bordeaux se désigne en anglais par maroon ou par burgundy (« bourgogne »).

## Définition et nuances
La norme AFNOR NF X 08-010 « Classification méthodique générale des couleurs » (annulée le 30 août 2014) donnait des limites pour le champ chromatique des « bordeaux ». Selon cette classification, ils couvrent l'ensemble des teintes rouges, du rouge-orangé au rouge-pourpre et même au pourpre-rouge pour les plus sombres ; la clarté est faible ; la chromaticité est moyenne. Plus clairs, les bordeaux deviennent des roses ; avec un apport de jaune, ils deviennent marron. La teinte lie de vin, bien attestée depuis le XIXe siècle en France, y désigne un bordeaux tirant sur le violet.
Le Répertoire des couleurs de la Société des chrysantémistes donne parmi les rouges quatre tons de la couleur « Vin de Bordeaux » ; la conservation des couleurs imprimées ne permet pas de se faire une idée de la nuance, un peu plus sombre que « Gros vin » ; cependant le ton 4 est celui de la « betterave rouge cuite, en tranches minces ».

### Nuanciers commerciaux
On trouve sous le nom de Bordeaux des couleurs étonnamment différentes, compte tenu de la définition adoptée par l'AFNOR à la suite des travaux du Groupe Permanent pour l'Étude des Marchés des Peintures et Vernis dans les années 1960 et 1970.
Nous avons ainsi un pastel bordeaux  13   une peinture laque bordeaux 3133.
Le nuancier de papier mi-teintes Canson donne un bordeaux, n° 116. Celui des couleurs huile studio Caran d'Ache donne bordeaux, n° 085, celui de Winsor & Newton Maroon, n° 657. Leroux propose un « Violet cardinal » sous-titré « Bordeaux d'alizarine ».

## Synonymes
Les dictionnaires français renvoient en général sur grenat.
Au Québec, on dit aussi bourgogne, peut-être par effet du bilinguisme ; « burgundy », comme « maroon », désignent les nuances bordeaux.

### Beaux-arts
Trois pigments organiques de synthèse de couleur bordeaux s'utilisent dans les beaux-arts :
- le rouge de naphtol (Colour Index PR12) ;
- le rouge de pérylène PR179 (aussi vendu comme nuance — c'est-à-dire imitation — d'Alizarine);
- le rouge de quinacridone PR206 (aussi vendu comme Garance brune).